# Stefan Milkov
Stefan Milkov (* 9. března 1955, Bohumín) je český sochař, designér a hudebník s bulharskými kořeny.

## Život
Studium na Vysoké škole uměleckoprůmyslové dokončil v roce 1982 a kolem poloviny 80. let se zapojil do aktivit nově se rodící generace postmoderních umělců (například kolem neoficiálních výstav Konfrontace). V roce 1987 se stal zakládajícím členem skupiny Tvrdohlaví. Jeho tvorba často vycházela z neortodoxního uchopování mytologických, bájných či křesťanských námětů.  Milkovův přístup je v základu postmoderní, třebaže nepopírá vlivy moderního sochařství 1. poloviny 20. století. Je autorem pomníku Nikoly Tesly v Praze 6 – Dejvicích z roku 2014. Vedle sochařské tvorby se věnuje designu a hudbě. Obě posledně jmenované činnosti se sešly v autorských designech elektrických kytar pro předního českého kytaráře Petera Jurkoviče.  Žije a pracuje v Praze.

## Samostatné výstavy
- 1989 Stefan Milkov. Dům U Zlatého melounu, Praha
- 1990 Stefan Milkov. Dům U Zlatého melounu, Praha
- 1990 Sochy. Oblastní galerie Vysočiny v Jihlavě
- 1998 Corpus angelicus. Pražský hrad, Síň pod Plečnikovým schodištěm, Praha
- 1999 Plastiky. Galerie V kapli, Bruntál
- 2004 Stefan Milkov. Galerie Ars, Brno
- 2005 Plastiky a obrazy. Galerie Diamant, Praha
- 2010 Sochy, modely, projekty, vize. Galerie Malostranská beseda, Praha
- 2013 Výběr 2003–2013. Galerie Magna, Ostrava
- 2016 Noční práce. Galerie 1. patro, Praha
- 2017 Noční práce II. Galerie Josefa Jíry, Malá Skála
- 2018 Forman – Milkov. Galerie Ludvíka Kuby v Poděbradech (s Pavlem Formanem)
- 2019 Neklidné časy. Galerie Václava Špály, Praha[6]
- 2019 Socha. Dům umění, Opava

## Galerie

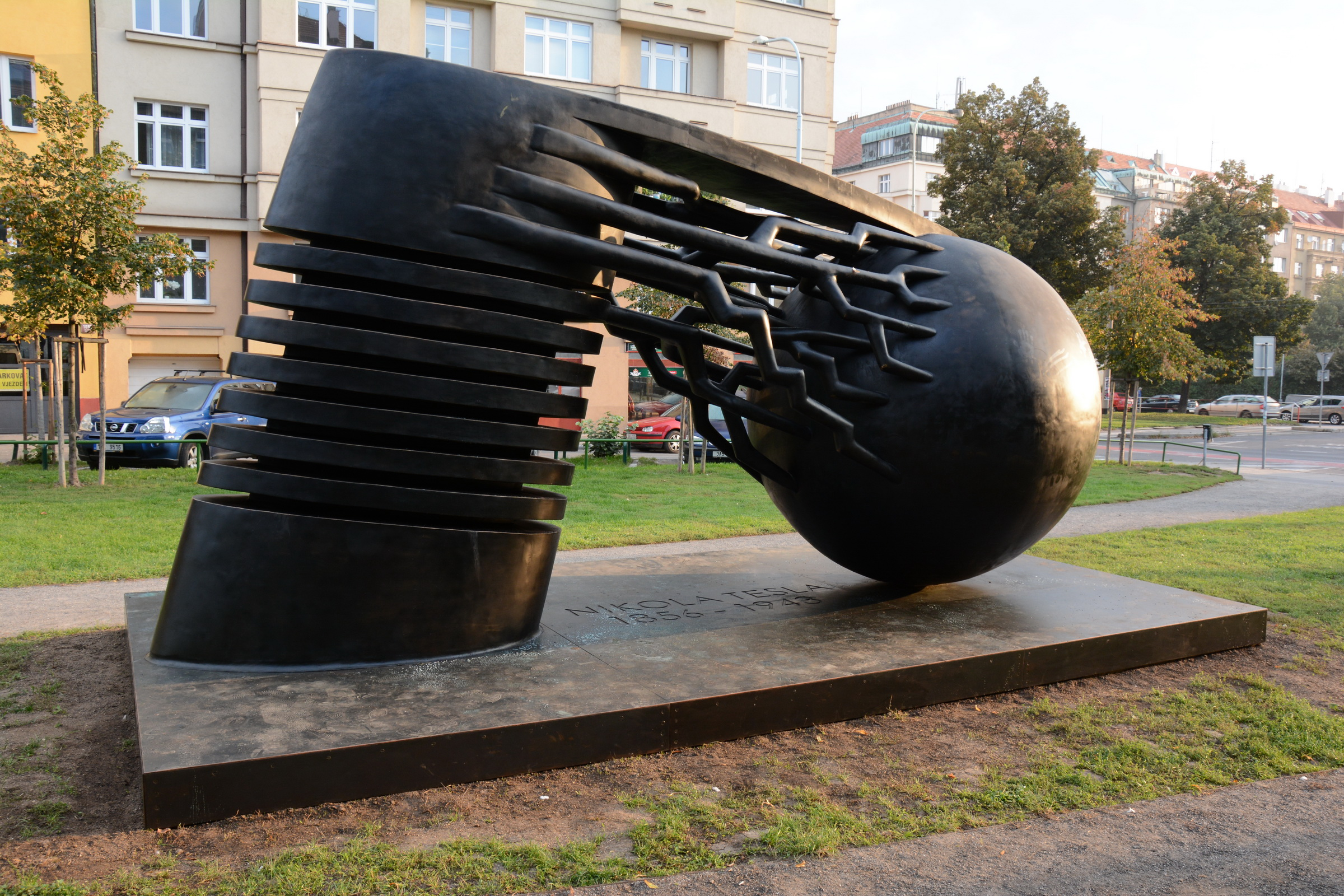
Pomník Nikoly Tesly, 2014, bronz, Praha - Dejvice
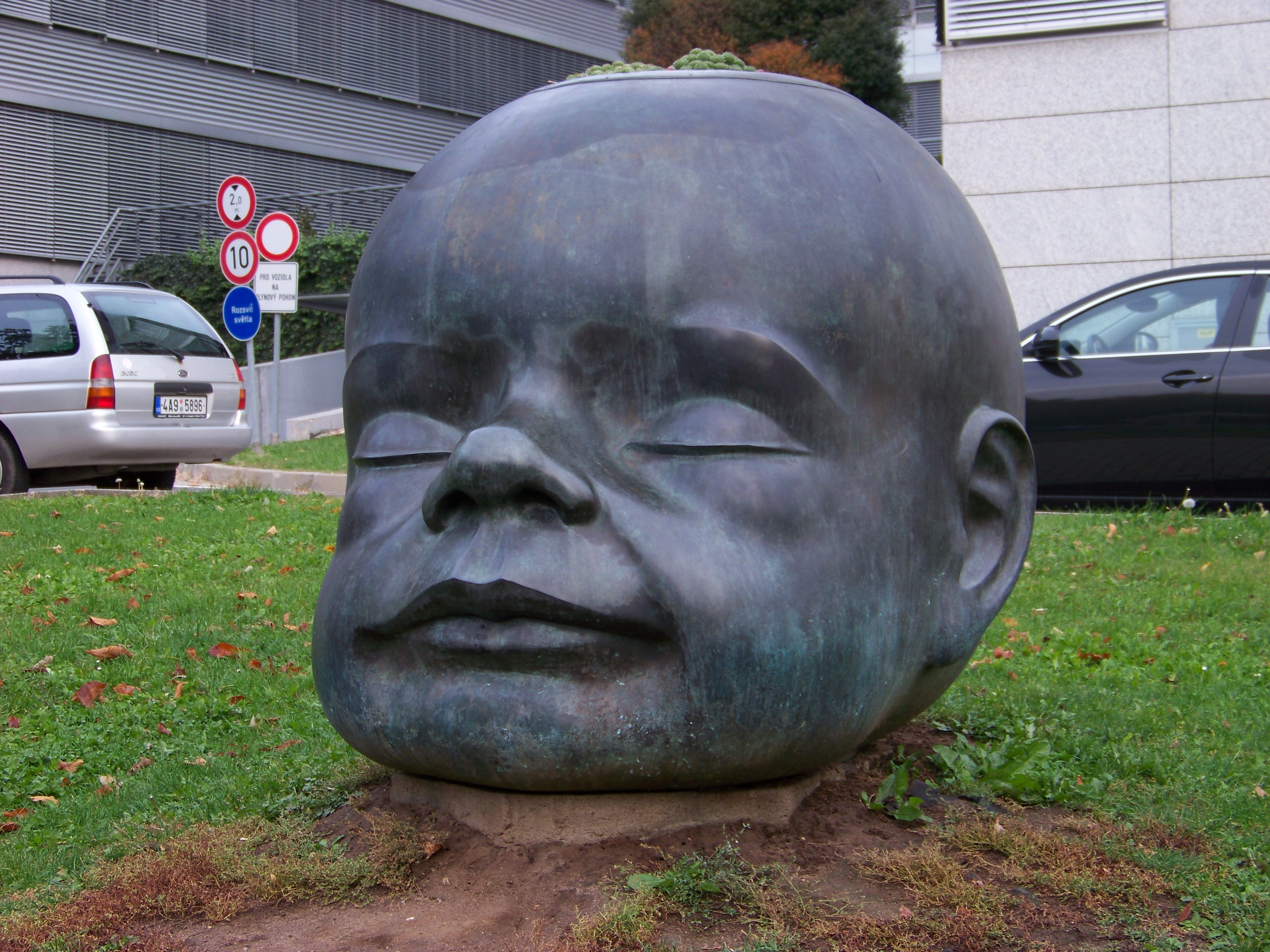
El Niňo, park Hadovka, Praha
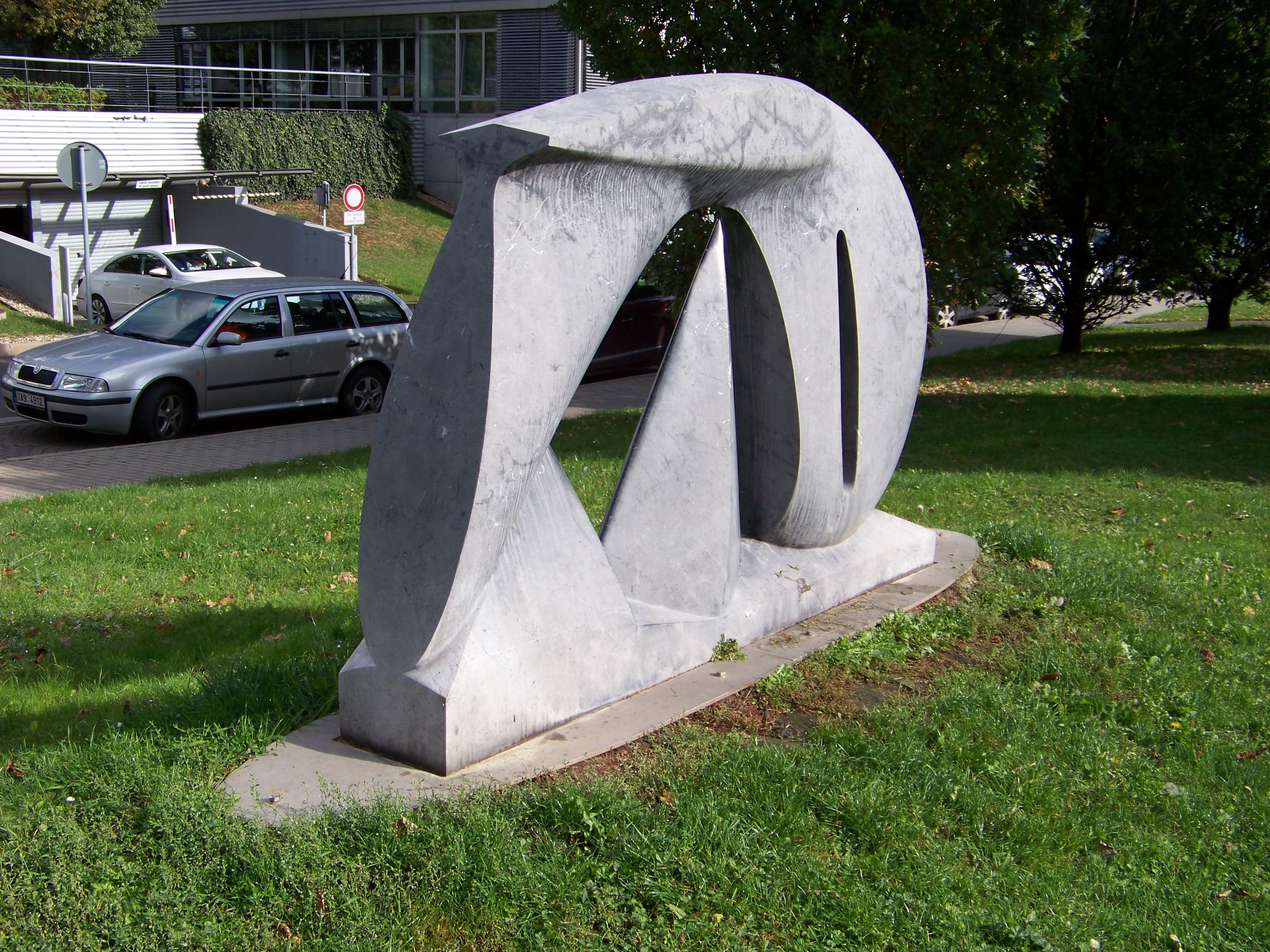
Přelet, Park Hadovka, Praha
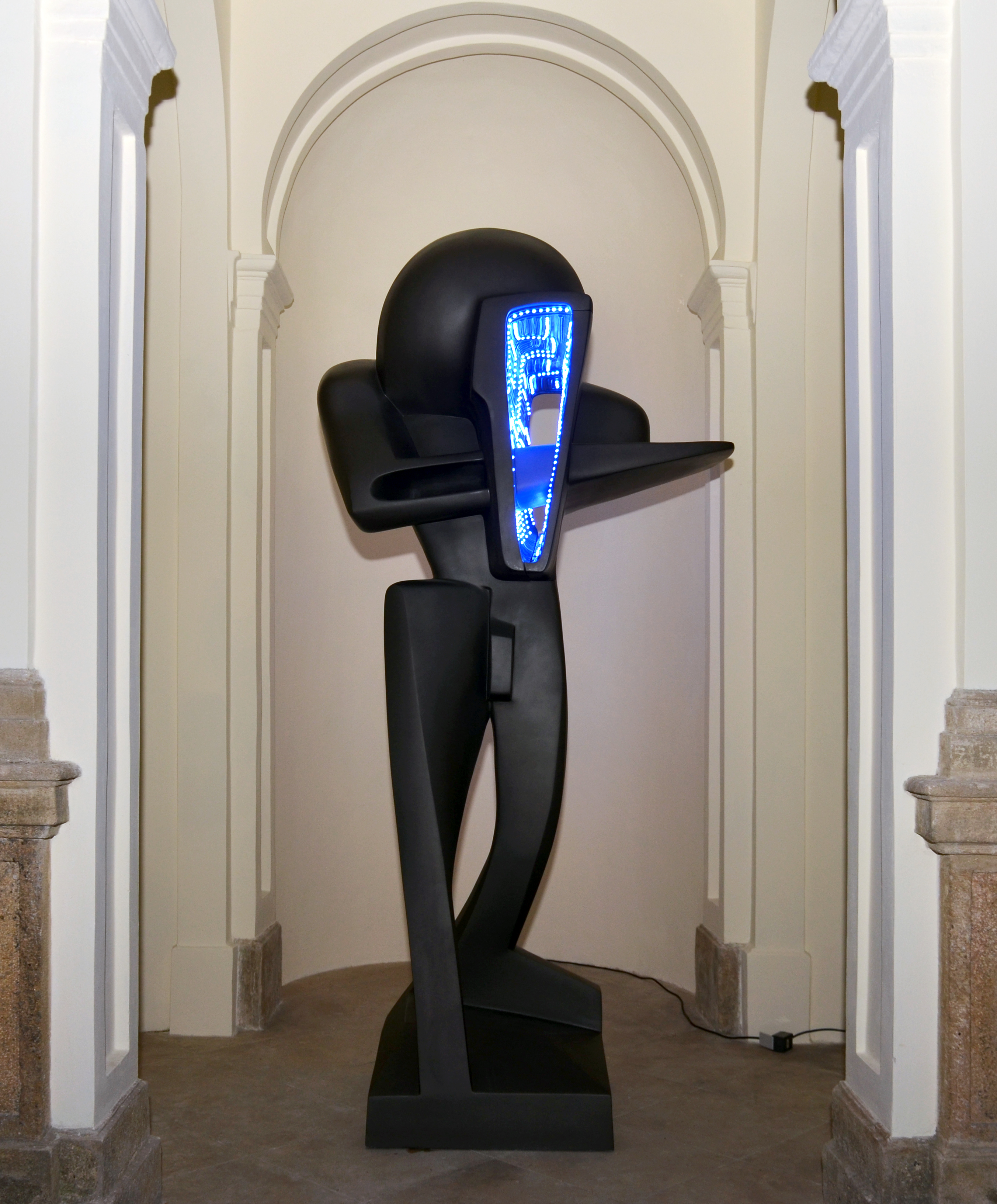
Adam, 2018
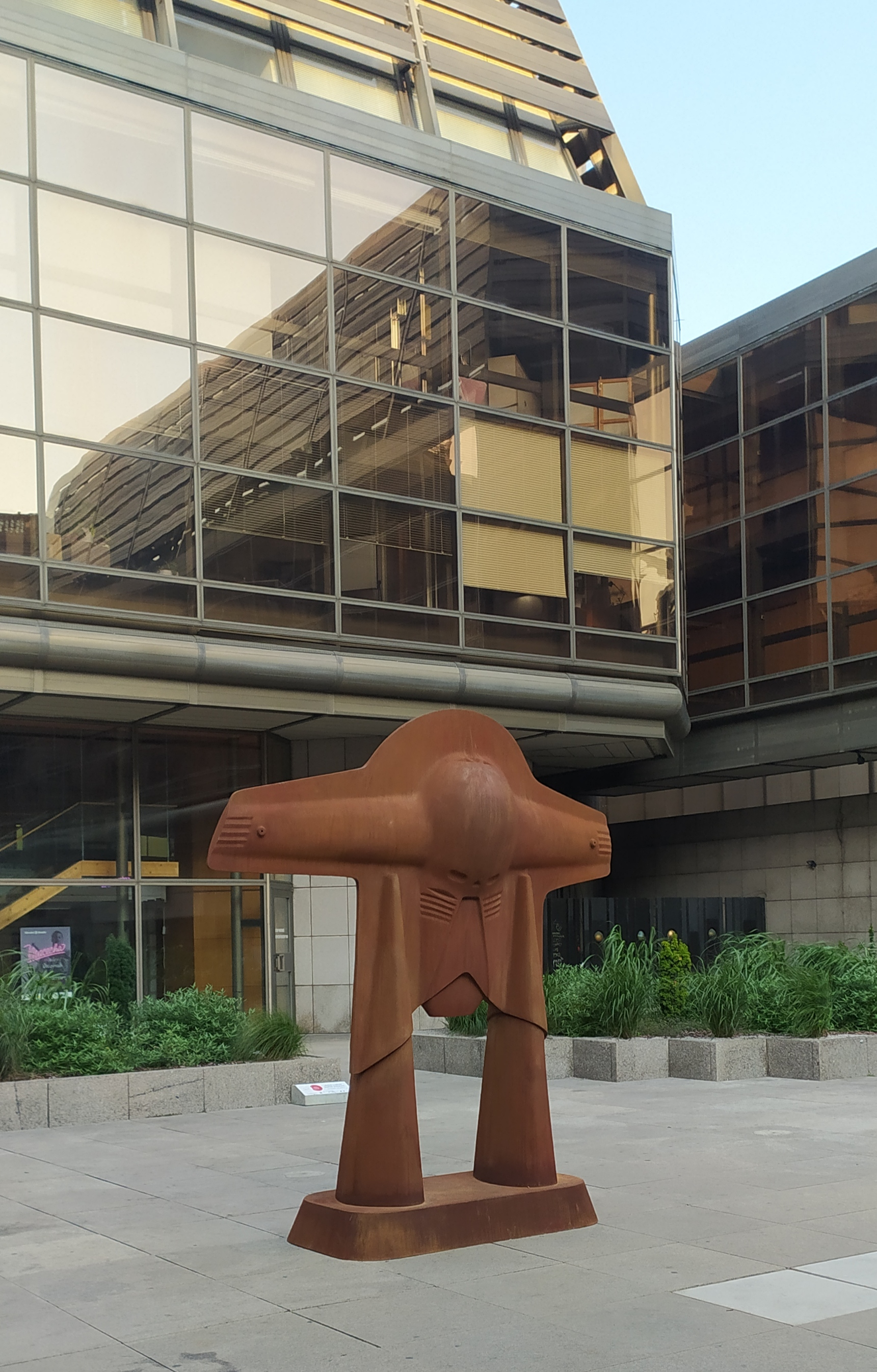
Jesus Christ Super Stealth, 2020, laminát se železným povrchem
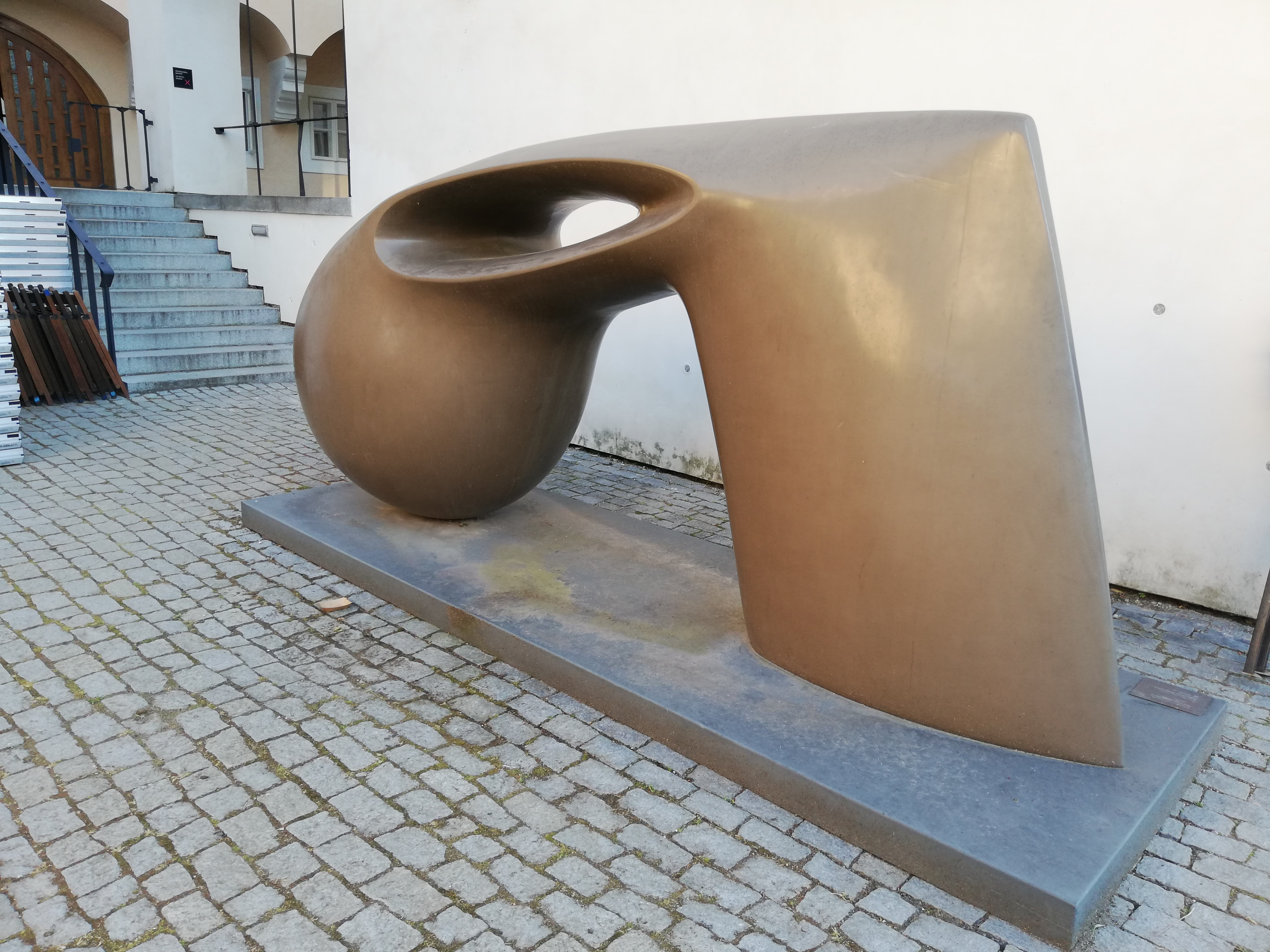
Amorfoid, 2004 (2016), nanobronz; Anežský klášter v Praze Na Františku